# Wendy Hughes
Wendy Hughes (Melbourne, 29 luglio 1952 – Sydney, 8 marzo 2014) è stata un'attrice australiana.

## Biografia
Wendy Hughes inizia la sua carriera in televisione nel 1970 apparendo in telefilm e soap opera australiani come "Homicide",  "Number 96","Matlock Police" e recitando nel 1976, nella mini-serie della ABC "Power Without Glory". 
Il suo debutto sul grande schermo avviene nel 1974 quando appare nuda in molte scene, nel film "Petersen" di Tim Burstall.
Gli anni 1970 e 1980 sono l'occasione per lei, per affermarsi come una delle migliori attrici del cinema australiano recitando in molte pellicole come "Newsfront", "Kostas", "My Brilliant Career", "Lucinda Brayford", "Touch and Go", "Hoodwink", "Lonely Hearts", "Careful", "He Might Hear You", "My First Wife", "I Can't Get Started", "An Indecent Obsession", "Echoes of Paradise", "Boundaries of the Heart", "Warm Nights on a Slow Moving Train" (1988) e "Luigi's Ladies".
Il suo debutto nel cinema americano, arriva quando interpreta Carolyn nel film di John G. Avildsen "Happy New Year" in cui recita accanto a Peter Falk e Charles Durning. Nel 1989 recita accanto a Pierce Brosnan in un film per la tv, "The Heist".
Continua ad apparire in televisione, recitando nel ruolo di Jilly Stewart nella miniserie "Ritorno a Eden".
Trascorre gli anni '90 negli Stati uniti dove diventa parte del cast fisso della serie televisiva "Omicide: Life on the Street", ottiene un ruolo importante nella miniserie "Amerika", e fa un'apparizione nella serie televisiva "Star Trek: The Next Generation".
Tornata in Australia interpreta il ruolo di Kathleen O'Neil nella serie tv La saga dei McGregor in cui recita accanto a 
Guy Pearce e Josh Lucas e ottiene presto il ruolo di protagonista nella serie "State Coroner", dove interpreta Kate Ferrari.
Viene poi diretta nel 1994 da Michael Austin, nella commedia "Princess Caraboo".
La consacrazione al cinema avviene però quando ottiene la parte di Mrs. Dickson nel film di Bruce Beresford "Paradise Road", in cui recita accanto ad attrici del calibro di Glenn Close, Frances McDormand e Cate Blanchett.

## Riconoscimenti
Wendy Hughes ha ricevuto sei candidatura all'Australian Film Institute Awards e ha vinto il premio come miglior attrice protagonista nel 1983 per la sua interpretazione in  "Careful, He Might Hear You".

## Filmografia parziale

### Cinema
- La mia brillante carriera (My Brilliant Career), regia di Gillian Armstrong (1979)
- Un'idea geniale (Happy New Year), regia di John G. Avildsen (1987)
- Orchidea selvaggia 2 (Wild Orchid II: Two Shades of Blue), regia di Zalman King (1991)
- La principessa degli intrighi (Princess Caraboo), regia di Michael Austin (1994)
- Paradise Road, regia di Bruce Beresford (1997)

### Televisione
- Star Trek: The Next Generation - serie TV, episodio 6x19 (1993)
- La saga dei McGregor (Snowy River: The McGregor Saga) - serie TV, 52 episodi (1994-1996)
- Miss Fisher - Delitti e misteri (Miss Fisher's Murder Mysteries) - serie TV, episodio 1x03 (2012)